# Josef Klaus
Josef Klaus (né le 15 août 1910 à Mauthen, Carinthie; mort le 25 juillet 2001 à Vienne) était un homme d'État autrichien membre du Parti populaire. Il exerça les fonctions de ministre des Finances (1961-1963) puis de chancelier fédéral (1964-1970).

## Biographie
Josef Klaus fut gouverneur de Salzbourg (1949-1961) et membre dirigeant du Parti populaire autrichien. Après le retrait du chancelier Julius Raab (11 avril 1961), Klaus acquiert le statut influent de représentant des jeunes « réformateurs ». Lors du premier gouvernement d’Alfons Gorbach, il est nommé ministre des Finances.
Le 20 septembre 1963, la carrière de Klaus s'enrichit de son élection en tant que président du Parti populaire, faisant suite au manifeste de Klagenfurt. Le 25 février 1964, Gorbach démissionne et Klaus entame, à la suite de négociations, un gouvernement de coalition. Son vice-chancelier reste le social-démocrate Bruno Pittermann, celui qui avait risqué sa carrière en soulevant la « question des Habsburg » lors du gouvernement précédent (voir 8 juin 1966).
En décembre 1964, des négociations sont engagées avec l'Italie afin de régler le problème du Haut-Adige (ou province autonome de Bolzano) : elles aboutiront en mars 1967 avec le rattachement de la région à l'Italie.
Le 6 mars 1966, le Parti populaire autrichien remporte les élections au Conseil national avec 85 sièges : c'est la première fois depuis 1945 que le parti obtient la majorité absolue, succès dû à l'alliance politique du Parti socialiste avec le Parti communiste ayant déstabilisé une partie de son électorat.
Après six semaines de négociations, un gouvernement composé essentiellement par le Parti populaire est créé. Fritz Bock, qui sera remplacé en 1968 par Hermann Withalm, est nommé vice-chancelier. Le gouvernement Klaus II entreprend d'ambitieuses réformes, notamment en matière de budget ou de coopération entre la science, l'art et la politique.
En juin 1967, les négociations visant à rejoindre la Communauté économique européenne débutent. En 1968, les lois sur la réforme du budget sont acceptées (85 voix contre 77).
Pendant mai et juin 1969, le gouvernement est remanié. En effet, Lujo Tončić-Sorinj, auparavant ministre des Affaires étrangères, devient secrétaire général du Conseil de l'Europe. Alois Mock devient le plus jeune ministre de l'Éducation de l'histoire du pays.
En janvier 1970, le conseil des ministres valide la fusion entre l'OMV (compagnie pétrolière autrichienne) et les usines de fixation d'azote de Linz.
Avec Klaus, après vingt-et-un ans de grandes coalitions continues, une nouvelle période commence : les gouvernements essentiellement populaires (1966-1970) et d'autres socialistes (1970-1983).